# Sestino
Sestino es una localidad italiana de la provincia de Arezzo , región de Toscana, con 1.485 habitantes.

Ubicación de la ciudad de Sestino dentro de la provincia de Arezzo.

## Evolución demográfica
| Gráfica de evolución demográfica de Sestino entre 1861 y 2001 |
|                                                               |
| Fuente ISTAT - elaboración gráfica de Wikipedia               |